# Casa consistorial (Oranjestad)
La casa consistorial de Oranjestad (también conocido como la Casa Eloy Arends; en holandés: Stadhuis) es la sede del registro civil de Oranjestad, Aruba. El edificio solía ser un consultorio médico y casa residencial de Eloy Arends. Aruba sólo se subdivide en regiones y zonas para fines administrativos y estadísticos, por lo tanto, no es una casa consistorial definida como sede del gobierno municipal. El edificio se utiliza para registros civiles, pasaportes y matrimonios.

## Historia
Jacobo Eloy Maria Arends fue un médico en Aruba. En 1922 anunció su compromiso con Maria Mónica Laclé. Según la tradición, antes del matrimonio se construía una casa para la pareja. La casa fue construida sobre una parcela de 1545 metros cuadrados en el centro de Oranjestad. El arquitecto fue Chibi Wever y el diseño estuvo influenciado por el neobarroco sudamericano. En 1925, la pareja se casó y a Laclé se le permitió ver la casa. La casa utiliza puertas corredizas para permitir un uso flexible del espacio interior.

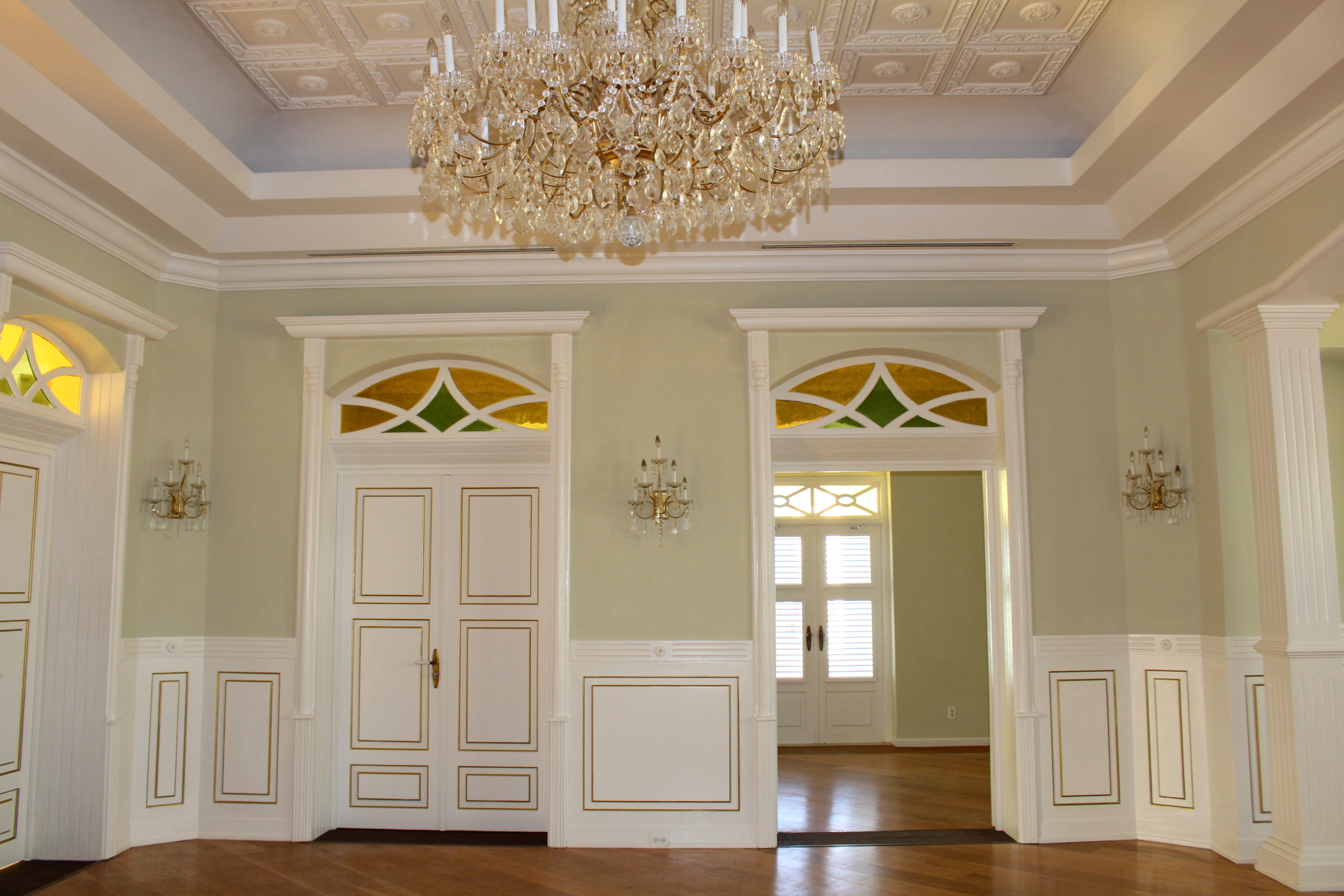
Salón principal del edificio.

En 1960, Arends falleció y la casa pasó a ser propiedad de su hijo Jesús Eloy Arends. En un principio se utilizó como consultorio odontológico. Posteriormente fue utilizado como restaurante, pero quedó vacante en 1980 en estado de abandono. En 1985 sirvió como sede del Movimiento Electoral del Pueblo (MEP), y en enero de 1988 fue vendida al Gobierno de Aruba. La compra de la casa fue controvertida y la renovación se pospuso. Mientras tanto, empezó a ser utilizado por personas sin hogar. Un incendio dañó gravemente el edificio en 1993.
El edificio fue restaurado en 1997 y comenzó a funcionar como sede del registro civil. Dos años más tarde, en 1999, la propiedad pasó a manos del Fondo de Monumentos de Aruba. Una nueva intervención significativa tuvo lugar en 2014, consolidando su valor histórico. Con el tiempo, el edificio se transformó además en un lugar muy solicitado por turistas para celebrar bodas.